# Zonosaurus trilineatus
Espèce
Statut de conservation UICN

 LC  : Préoccupation mineure
Zonosaurus trilineatus est une espèce de sauriens de la famille des Gerrhosauridae.

## Répartition
Cette espèce est endémique du Sud de Madagascar.

## Description

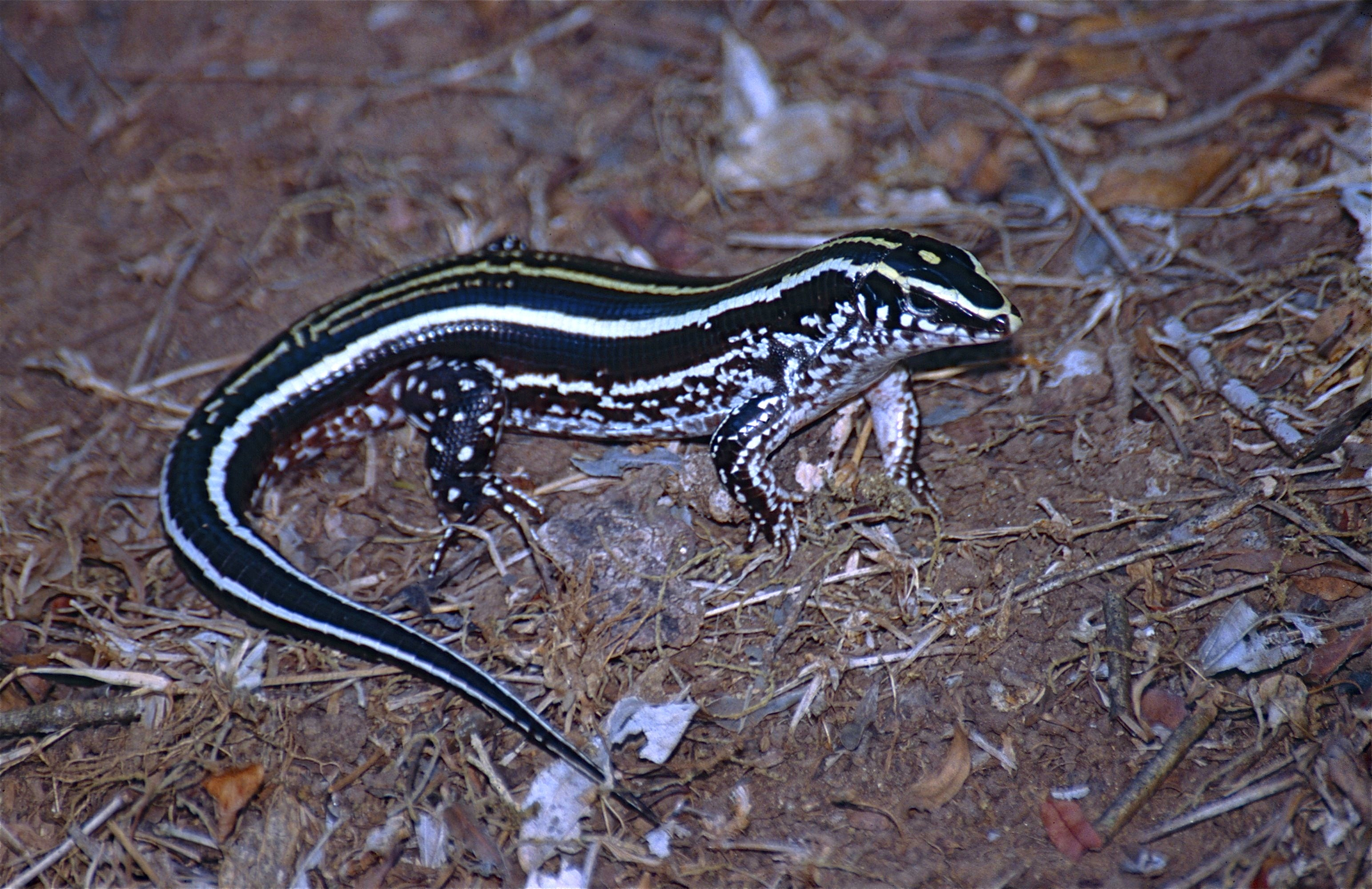

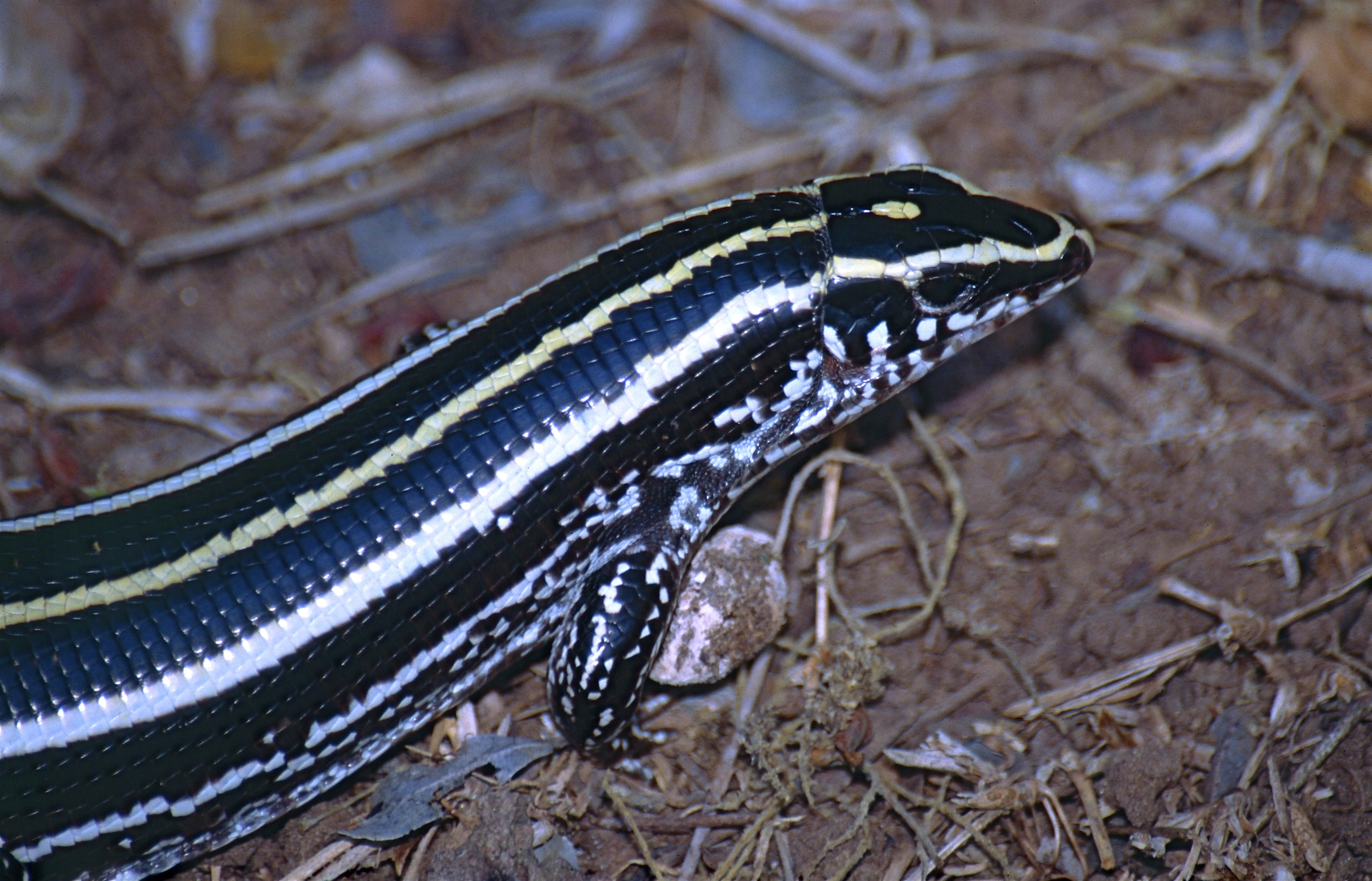

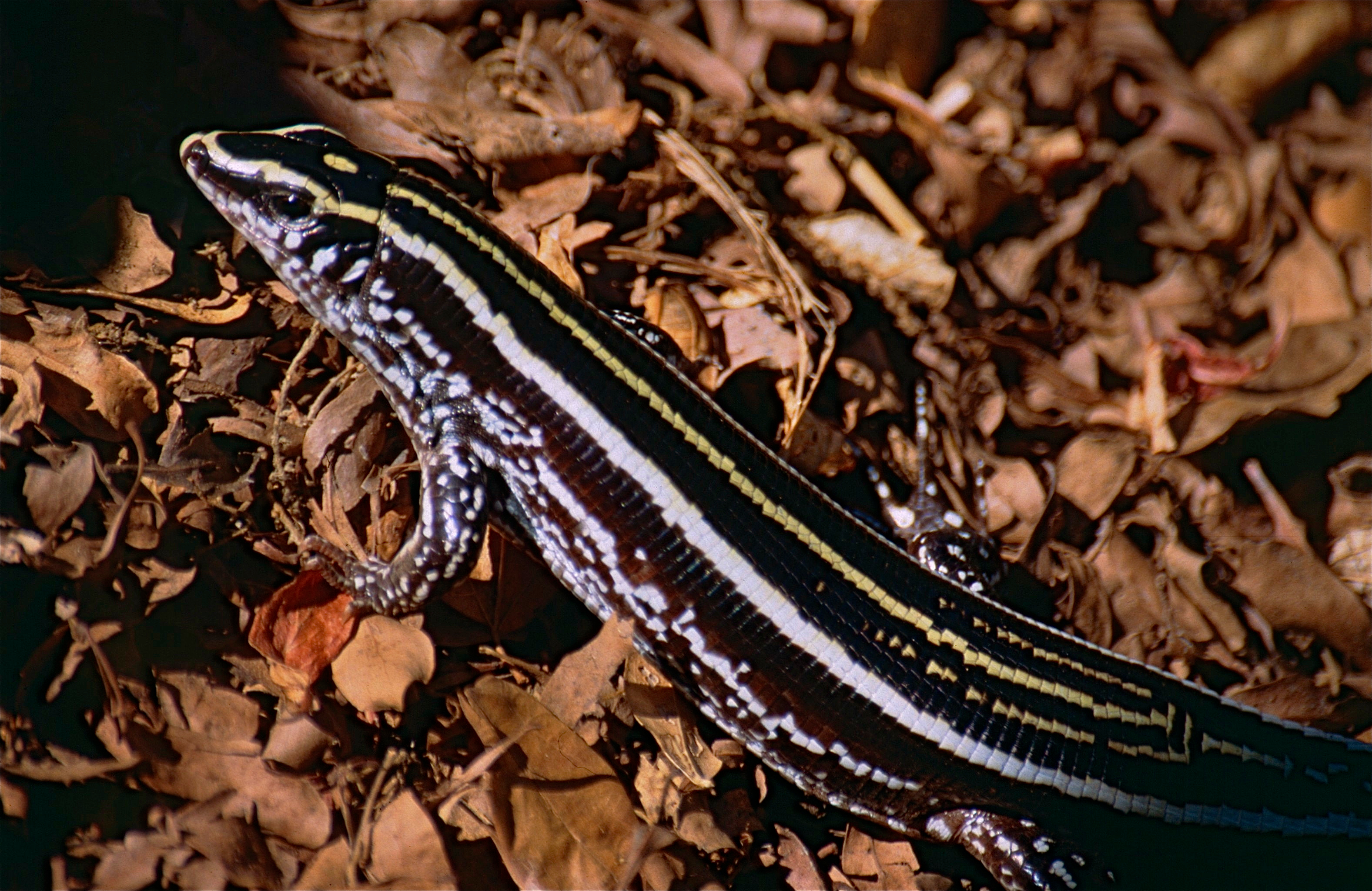

Cette espèce est ovipare. Elle mesure jusqu'à 40 cm de longueur totale.

## Publication originale
- Angel, 1939 : Un Gerrhosauridé nouveau de Madagascar. Bulletin de la Société zoologique de France, vol. 64, p. 350-351.